# Contea di Brazeau
La contea di Brazeau (Brazeau County in inglese) è una contea dell'Alberta, Canada. Fa parte della Divisione No. 11. La contea è stata istituita il 1º luglio 1988 dall'Improvement District No. 222. Il 1º ottobre 2002, il nome è stato cambiato da Municipal District of Brazeau No. 77 a Brazeau County.
Prende il nome dal fiume Brazeau, che a sua volta prende il nome da Joseph Brazeau, un linguista associato alla spedizione di Palliser.

## Storia
La contea di Brazeau comprende un'area che originariamente era sotto la giurisdizione di tre municipalità limitrofe. A metà degli anni '80, i residenti della parte sud-ovest della contea di Parkland e della parte ovest della contea di Leduc si stavano stancando della scarsa qualità dei servizi percepita a causa della distanza significativa dalla loro sede municipale a Stony Plain e Leduc rispettivamente. Dopo molte pressioni e petizioni nel corso di circa cinque anni, le terre furono separate dalla contea di Parkland e dalla contea di Leduc, così come una piccola parte della contea di Yellowhead a ovest, per creare così l'Improvement District No. 222 il 31 dicembre 1987, che è stato incorporato come Municipal District of Brazeau No. 77 sei mesi dopo, il 1º luglio 1988. La municipalità ha successivamente cambiato nome in Brazeau County il 1º ottobre 2002.